# Orel (železniční zastávka)
Orel je železniční zastávka, která se nachází v km 74,845 trati Pardubice – Havlíčkův Brod mezi stanicemi Slatiňany a Chrast u Chrudimi. Leží v jižní části obce Orel. Zprovozněna byla 10. prosince 2023.

## Popis zastávky
V zastávce je 90 metrů dlouhé jednostranné vnější nástupiště s nástupní hranou ve výšce 550 mm nad temenem kolejnice. Přístup na nástupiště je pomocí schodů a šikmého chodníku. Cestující jsou o jízdách vlaků informováni prostřednictvím rozhlasového zařízení, které ovládá výpravčí ze stanice Žďárec u Skutče. Cestujícím je k dispozici přístřešek.
U zastávky se v km 74,730 nachází přejezd P5334, který je vybaven světelným přejezdovým zabezpečovacím zařízením bez závor. Na tomto přejezdu trať kříží účelová komunikace u vesnice Orel.